# Carlson Young
Carlson Elizabeth Young (Fort Worth, 29 de outubro de 1990) é uma atriz norte-americana, mais conhecida por interpretar Brooke Maddox na série de televisão Scream.

## Biografia
Young é originalmente de Fort Worth, Texas.  Ela se mudou para Los Angeles e frequentou a Universidade do Sul da Califórnia, onde estudou escrita criativa e gostava de escrever poesia.
Apesar de estar ativa por muitos anos, Young diz que foi depois que ela apareceu na série de televisão Scream quando alcançou um nível mais alto de notoriedade enquanto estava em público.  "Ainda não estou acostumada, mas definitivamente acontece", diz ela.

## Vida pessoal
Carlson é casada com Isom Innis, músico da banda Foster the People. Eles dividem um loft no centro de Los Angeles.

## Filmografia

### Cinema
| Ano  | Título                               | Papel           | Nota                                         |
| ---- | ------------------------------------ | --------------- | -------------------------------------------- |
| 2010 | Cutthroat                            | Renee           | Telefilme                                    |
| 2010 | The Dog Who Saved Christmas Vacation | London James    | Telefilme                                    |
| 2011 | The Perfect Student                  | Laura           | Telefilme                                    |
| 2013 | The Kid                              | Charlie         | Curta-metragem                               |
| 2014 | Premature                            | Angela Yearwood |                                              |
| 2015 | A Country Called Home                | Katie           | Não creditada                                |
| 2015 | The Night Is Young                   | Chair           |                                              |
| 2018 | The Blazing World                    | Margaret        | Curta-metragem; também diretora e roteirista |
| 2021 | The Blazing World                    | Margaret Winter | Diretora e escritora                         |
| 2021 | 12 Mighty Orphans                    | Annie           |                                              |
| 2024 | Upgraded                             | —               | Diretora                                     |

### Televisão
| Ano       | Título                         | Papel                        | Nota                                           |
| --------- | ------------------------------ | ---------------------------- | ---------------------------------------------- |
| 2007-2009 | As the Bell Rings              | Tiffany Blake                | Elenco principal                               |
| 2009      | Heroes                         | Cheerleader #5               | Temporada 4, episódio 8                        |
| 2010      | Pretty Little Liars            | Amber Victorino              | Temporada 1, Episódios 5 e 6                   |
| 2010      | True Blood                     | Tammy                        | Temporada 3, Episódios 4, 6 e 11               |
| 2010      | CSI: Crime Scene Investigation | Checker                      | Temporada 11, Episódio 10                      |
| 2010      | The League                     | Callie / Pedestre imprudente | Temporada 2, Episódios 12 (não creditada) e 13 |
| 2011      | Big Time Rush                  | Peggy                        | Temporada 2, Episódio 11                       |
| 2011      | Traffic Light                  | Savannah                     | Temporada 1, Episódio 13                       |
| 2012      | Shake It Up                    | Danika Fitzgerald            | Temporada 2, Episódio 27                       |
| 2012-2013 | Key & Peele                    | Jacquelin                    | 3 episódios                                    |
| 2012      | Par de Reis                    | Chelsea                      | Temporada 3, Episódio 15                       |
| 2013      | Kroll Show                     | N/A                          | Temporada 1, Episódio 3                        |
| 2015-2016 | Scream                         | Brooke Maddox                | Elenco principal                               |
| 2015      | Grimm                          | Selina Golias                | Temporada 5, Episódio 5                        |
| 2015      | CSI: Cyber                     | Mia Wilcox                   | Temporada 2, Episódio 10                       |
| 2020      | Emily in Paris                 | Brooklyn Clark               | Episódio: "French Ending”                      |

### Internet
| Ano  | Título                           | Papel | Nota        |
| ---- | -------------------------------- | ----- | ----------- |
| 2016 | Last Teenagers of the Apocalypse | Neon  | 3 episódios |